# Ben Avon Heights, Pennsylvania
Ben Avon Heights là một thị trấn thuộc quận Allegheny, tiểu bang Pennsylvania, Hoa Kỳ. Năm 2010, dân số của thị trấn này là 371 người.